# Hytrans Fire System
Das Hytrans Fire System (HFS) ist eine Komponente aus dem Katastrophenschutz in Deutschland, die als Abrollbehälter zur Wasserförderung genutzt wird. Meist wird das niederländische WTS-2500 in Deutschland verwendet.

## Material
Das System besteht aus einem Pumpenmodul, einem Grundcontainer mit Schlauchbehälter und Geräteräumen sowie dem Schlauchaufnahmegerät. Das Pumpenmodul besteht aus einem durch einen Dieselmotor angetriebenen Hydraulikaggregat, welches über entsprechende Schläuche die Schwimmpumpe antreibt. Das System nutzt 2000 m F-Schläuche. Außerdem sind Schieber, Verteiler (F-5B), Kupplungsschlüssel und Schlauchbrücken vorhanden.

## Technik
Die Fördermenge beträgt im Lenzbetrieb ca. 8.000 l/min bei 2,5 bar und im Druckbetrieb etwa 3.000 l/min bei 10 bar. Dies ist abhängig von Förderhöhe und der Länge der Strecke. Die F-Leitung kann bis zu einer Geschwindigkeit von 40 km/h verlegt werden. Der im absetzbaren Pumpenmodul untergebrachte Sechszylinder Dieselmotor, der die Hydraulikpumpe antreibt, hat 200 PS. Die Hydraulikleitungen sind an eine Schwimmpumpe über 60 Meter lange Leitungen angeschlossen.

## Alternativen
Um 4000 l/min über die gleiche Strecke zu fördern, wären alternativ 5 SW 2000 und 12 LF 20/16 o. Ä. nötig. Die Fachgruppe Wasserschaden/Pumpen des THW besitzt Schmutzwasserpumpen mit 5.000, 15.000 und 25.000 Liter/Minute Förderleistung.

## Niederländisches Wassertransportsystem

### Allgemeines

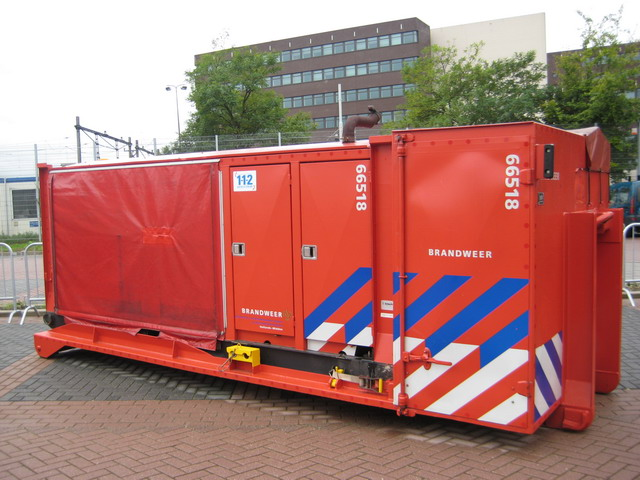
Ein Hakenlift mit einem WTS-1000. Links auf dem Foto die Tauchpumpe (hinter der Plane). Hinter dem Giebeldach rechts der 1000-Meter-Schlauch. Der Schrank rechts vorne bietet Platz für Werkzeuge und zwei Schlauchbrücken

Das Wassertransportsystem oder WTS (auch als großer Wassertransport bekannt) ist das System, mit dem die (niederländische) Feuerwehr große Mengen an Löschwasser über große Entfernungen transportieren kann. Das System wird bei Bränden an Orten eingesetzt, an denen zu wenig Löschwasser vorhanden ist. Dies führt häufig zu relativ großen Bränden in der Innenstadt, auf dem Land oder in großen Geschäftsgebäuden.
Das Wassertransportsystem in den Niederlanden besteht aus drei Varianten. Da die Montage der WTS fast immer eine dringende Angelegenheit ist, wurden Standardmodelle gewählt, die je nach Situation verkürzt werden können. Der Aufbau eines WTS, einschließlich der Reaktionszeit, dauert etwa eine Stunde. Mit einer Länge von 2.500 Metern hat der Schlauch ein Fassungsvermögen von etwa 45.000 Litern. Aufgrund der Entfernungen und der Komplexität des Systems verfügt die Besatzung über eine eigene Rufgruppe innerhalb des C2000-Kommunikationsnetzes. 

#### WTS-200

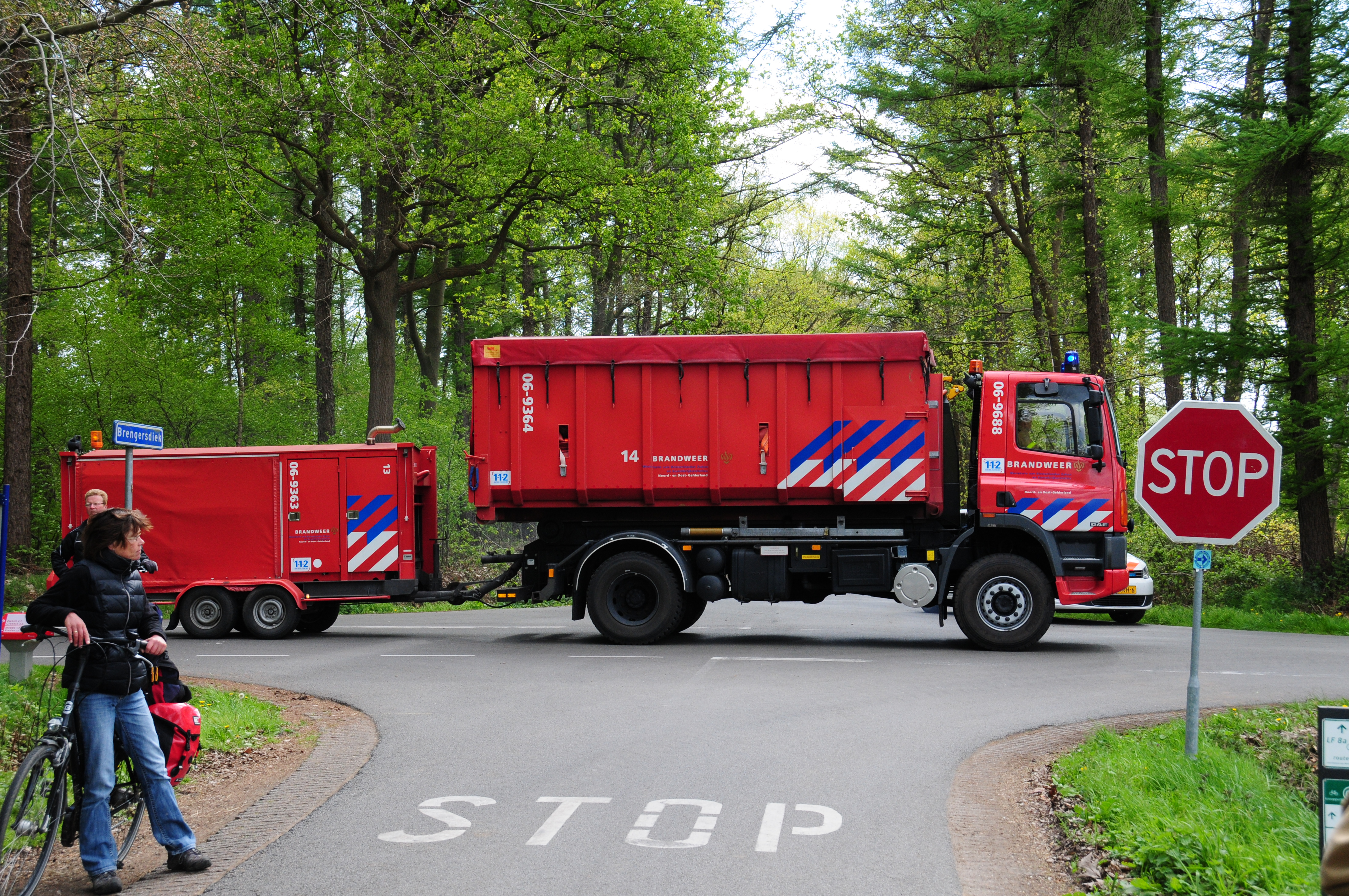
Die WTS-2500 der Winterswijk-Kaserne im Nord- und Ost-Gelderland

Der WTS-200 hat eine maximale Länge von 200 Metern, mit zwei Löschfahrzeugen (Tankautospuit, TAS) zum Pumpen des Wassers. Das erste Fahrzeug ist der „Haler“ und pumpt das Wasser. Das Wasser wird über zwei parallele Schläuche mit einer Länge von 160 Metern und einem Durchmesser von 75 Millimetern zum „Feuerlöscher“ befördert. Das Leistungsvermögen beträgt 2.000 Liter pro Minute.

#### WTS-1000

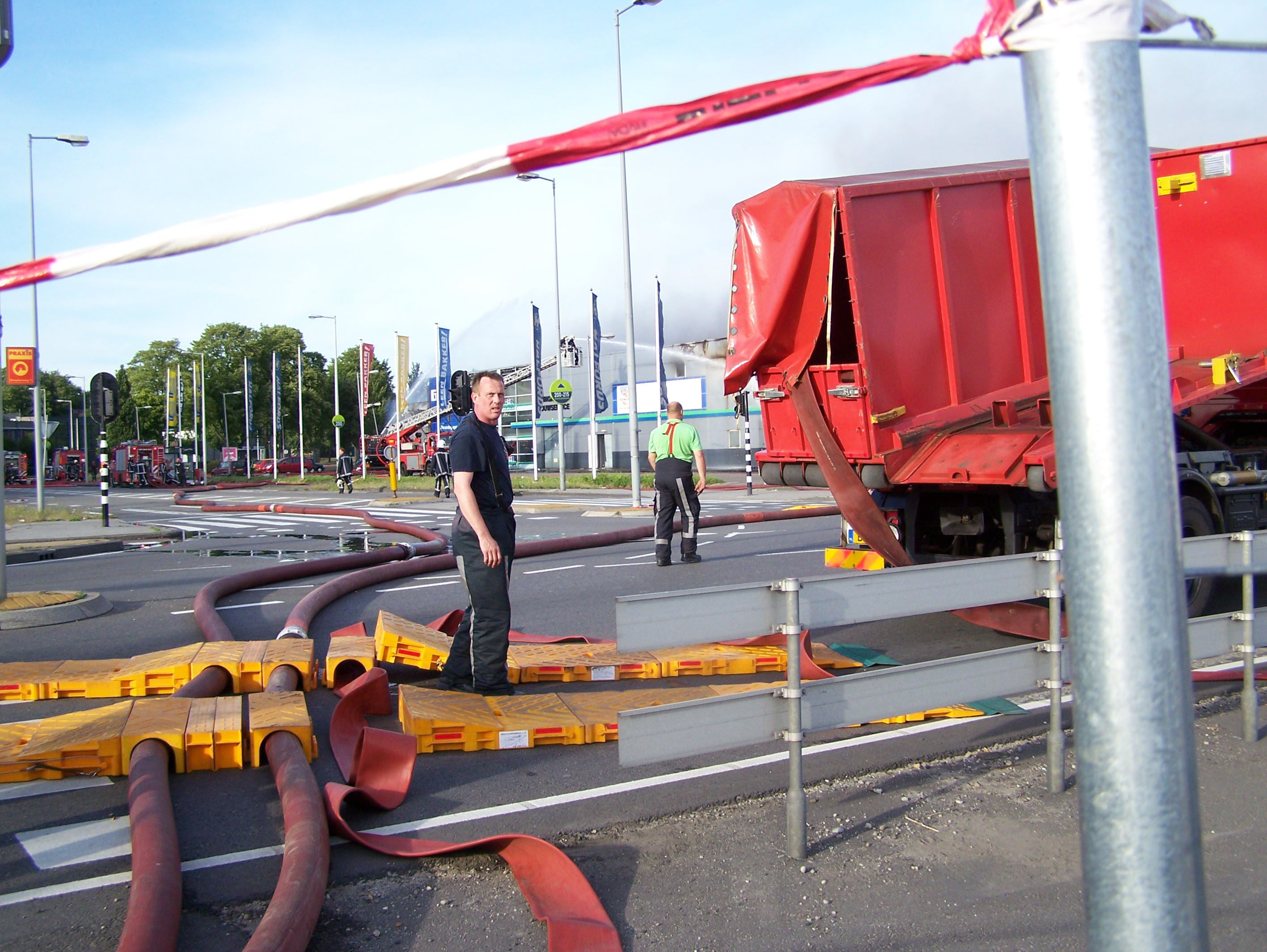
Das Wassertransportsystem WTS-1000 bei einem sehr großen Brand in Amsterdam. Zwei Schläuche sind bereits am Boden, der dritte wird vom LKW aus ausgelegt. Alle Schläuche laufen zu einer eigenen Tauchpumpe, die über die Schläuche Wasser zu allen Feuerwehrfahrzeugen pumpt.

Der WTS-1000 hat eine maximale Länge von 1.000 Metern und ein Leistungsvermögen von 4.000 Litern pro Minute. Bei einer Länge von 500 Metern kann das Leistungsvermögen sogar 8.000 Liter pro Minute betragen. Die Versorgung erfolgt über eine hydraulisch angetriebene HSP-7-Tauchpumpe. Die Tauchpumpe des Wassertransportsystems wurde von Holland Special Pumps entwickelt und ist in einem tragbaren Rahmen mit einem Kunststoffschwimmer montiert. Das Transportrohr besteht aus einem einzelnen Rohr, das aus Schläuchen mit einem Durchmesser von 150 mm oder 6" besteht. Das Material, die Schläuche und die Tauchpumpe werden auf einem Abrollcontainer geliefert. Die Tauchpumpe wird mit dem Aggregat bei der Wasserstelle abgesetzt. Die Schlauchleitung kann während der Fahrt ausgelegt werden. Die separaten Schläuche sind bereits miteinander verbunden und liegen in Schlaufen in der Schlauchwanne. Der Aufbau eines WTS-1000 dauert etwa 30 Minuten.

#### WTS-2500
Der WTS-2500 hat eine Länge von 2.500 Metern und ein Leistungsvermögen von 2.000 Litern pro Minute. Die Förderung erfolgt über eine hydraulische Tauchpumpe. Das Transportrohr besteht aus einem Einzelrohr, das aus Schläuchen mit einem Durchmesser von 150 mm besteht. Am Hakenlift stehen insgesamt 3.000 Meter Schlauch zur Verfügung. Aufgrund der Gefahr eines Schlauchbruchs muss jedoch immer etwas Material zurückgehalten werden. Mindestens eine Region (Gelderland-Zuid) verwendet das System unter dem Namen WTS-3000.
Das Aufstellen einer zweiten Tauchpumpe ist wenig sinnvoll, da der maximale Druck (10 bar) in Kombination mit der Länge des Rohrs die Kapazität auf 2.000 Liter pro Minute begrenzt. Die Kapazität reicht daher gerade aus, um einen einzelnen Tanker zu versorgen. Bei Bedarf können auch zwei Löschfahrzeuge die Tauchpumpe ersetzen. Die Pumpenkapazität reicht aus, um eine Länge von 6.500 Metern zu überbrücken, sofern genügend Schläuche vorhanden sind. Der Aufbau eines WTS-2500 dauert etwa 40 Minuten.
Im Gegensatz zum WTS-1000 befindet sich die Tauchpumpe auf einem separaten Anhänger, da der Abrollcontainer vollständig mit den Schläuchen gefüllt ist. Die Pumpe ist im Grunde die gleiche wie beim WTS-1000.